# 1941 en Lorraine
Chronologie de la Lorraine
- 1937
- 1938
- 1939
- 1940
- 1941
- 1942
- 1943
- 1944
- 1945

Cette page est une liste d'événements qui se sont produits durant l'année 1941 et qui concernent la Lorraine.

## Événements
- Le ministre de l'Éducation et de la Propagande du Reich, Joseph Goebbels, se déplace à Metz pour visiter les locaux du Metzer Zeitung[1], un journal de propagande incitant les Mosellans à adhérer aux organisations nazies[2].
- Création à Metz de l'usine allemande Hobus-Werke spécialisée dans l'aéronautique.
- Tournage à Douaumont du film Citizen Kane de Orson Welles[3]

### Janvier
- 15 janvier : fondation du Stade athlétique spinalien par fusion du Stade Saint-Michel et de l'Athletic club spinalien[4],[5]. Cette fusion est la concrétisation d'un souhait émis bien plus tôt dans la cité des images, celui de créer un grand club qui puisse avoir accès à davantage de ressources et de moyens que ces deux prédécesseurs[5]. Les mécènes respectifs des deux clubs, deux industriels du textile, le catholique Max Prud'homme pour le Stade Saint-Michel, et le protestant Georges Laederich pour l'ACS, ont contribué à cette fusion[6].
- 25 janvier : un appel des autorités incite les Mosellans à entrer dans l’organisation des Hitlerjugend.

### Février
- 17 février : fermeture du Frontstalag de Mirecourt.

### Mars
- 16 mars : le gauleiter Bürckel, demande aux Mosellans se reconnaissant Français une déclaration d'option[7].

### Avril
- 8 avril : départ pour la France des Mosellans s'étant déclarés français[7].
- 23 avril : le décret d'incorporation des Mosellans, garçons et filles de 17 à 25 ans, dans le Reichsarbeitsdienst (RAD) est publié en Moselle.

### Juillet
- 29 juillet : l'allemand devient la langue obligatoire en Alsace-Lorraine[8].

### Août
- 22 août : ouverture du centre de séjour surveillé d'Écrouves, première étape vers les camps de la mort[9].
- Automne : le Camp du Ban-Saint-Jean devient un camp secondaire rattaché au stalag XIIF de Forbach et ce jusqu’à l’arrivée des Américains au début de l’hiver 44.

### Septembre
- Des noms de provinces françaises occupées sont attribués par Forces aériennes françaises libres à ses unités. Le Groupe de bombardement n° 1 prend le nom de Groupe de bombardement Lorraine[10].

## Inscriptions ou classements aux titre des monuments historiques
- En Meurthe-et-Moselle : Fortifications de Toul[11]; Abbaye Saint-Léon de Toul[12]; Bailliage de Toul[13]

- En Meuse : Tour de l'Horloge à Bar-le-Duc[14]

## Naissances

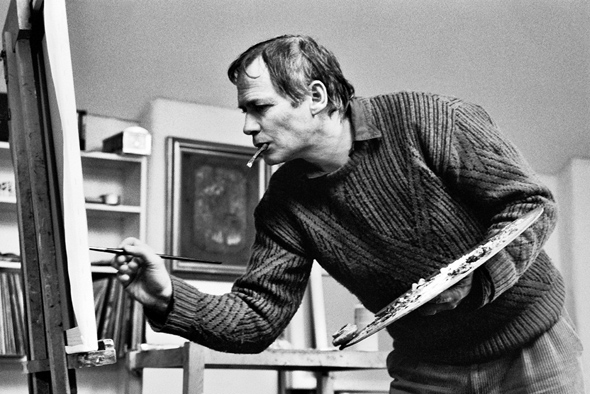
Georg Herzig dans son atelier.

- Jean-Claude Bardet, né en 1941 à Nancy, homme politique français.
- Simone Pheulpin, née en 1941 à Nancy, sculptrice sur textile française.
- 22 février à Thionville : Rolland Ehrhardt[15], mort le 3 janvier 2007 à Montpellier, footballeur français.
- 13 avril : Jean-Marc Reiser, dit Reiser, né  à Réhon en Meurthe-et-Moselle et mort le 5 novembre 1983 (à 42 ans) à Paris, dessinateur de presse et auteur de bande dessinée français connu pour ses planches à l'humour féroce.
- 20 mai à Rozelieures : Jean-Pierre Grallet', évêque catholique français, franciscain, et archevêque émérite de Strasbourg depuis le 18 février 2017.
- 3 juillet à Metz : Georg Herzig (décédé en 2008), artiste peintre allemand. Son œuvre se compose de peintures abstraites, de paysages, de natures mortes et de portraits.
- 26 juillet à Lunéville : Philippe Boucher, mort le 31 mars 2018 à Paris[16], journaliste et haut fonctionnaire français.
- 11 août à Metz : Jean-Marie Schléret, homme politique français.
- 17 août au Ban-Saint-Martin : Jules Zvunka, footballeur français.
- 6 décembre à Nancy : Michel Désirat, mort à Paris 15e le 1er juillet 2001[17], sinologue français, maître de conférences à l'Institut national des langues et civilisations orientales.

## Décès
- À Nancy : Henri Blahay né en 1869 à Nancy, peintre français de l'École de Nancy.
- 13 avril à Réméréville : Charles Berlet, né le 22 juillet 1878 , militant royaliste lorrain et écrivain régionaliste français.
- 17 juin, en Syrie : René Octave Xavier Génin est un officier français, né à Toul le 4 mars 1900, mort pour la France.
- 7 août à Nancy : Paul Kauffer[18], né le 13 avril 1870 à Nancy, général français. Il était également aquarelliste.